# Bord (mineral)

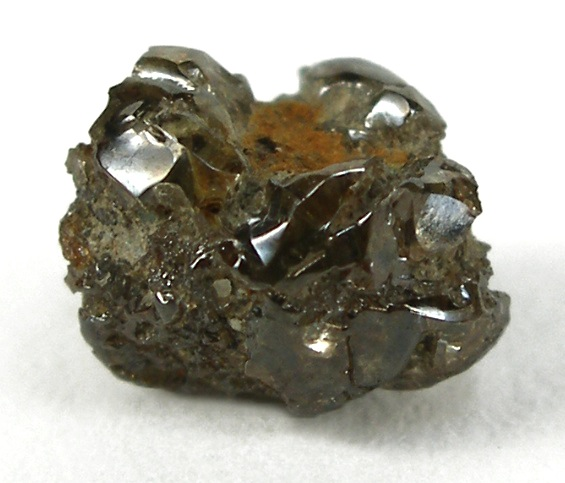
Una mescla de bord i diamants de qualitat gemma (inclusions més grans) del Parc Estatal Crater of Diamonds (Arkansas)

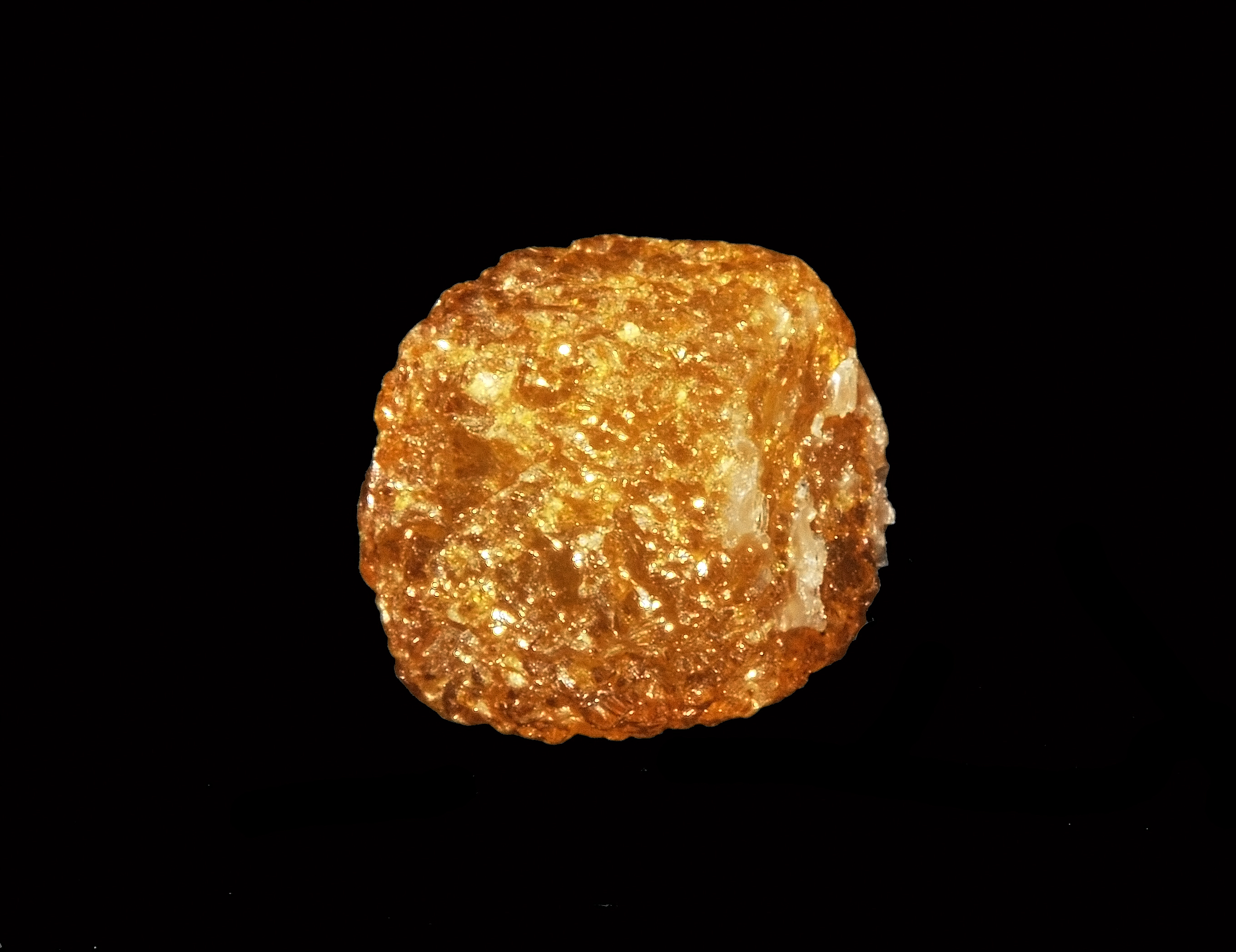
Diamant del Congo classificat com a bord.

Bord (bort, boart, boort, bortz en altres llengües), és un terme usat en la indústria del diamant per referir-se a fragments de diamants de qualitat no-gemma. En la indústria manufacturera i la indústria pesant, "bord" s'utilitza per descriure diamants foscos, imperfectament formats/cristal·litzats de diferents nivells d'opacitat. El grau més baix, anomenat bord triturable, es processa triturant el mineral en un morter d'acer i s'utilitza per fer abrasius de grau industrial. S'utilitzen petits cristalls de bord en les broques de trepar. La República Democràtica del Congo proporciona el 75% de l'oferta mundial de bord triturable.